# اويلي-إي-لومبوت
اويلي-إي-لومبوت هي بلدية فرنسية تقع في إقليم الأردين في منطقة غراند إيست. 

## جغرافيا

### الأماكن والمعالم الأثرية

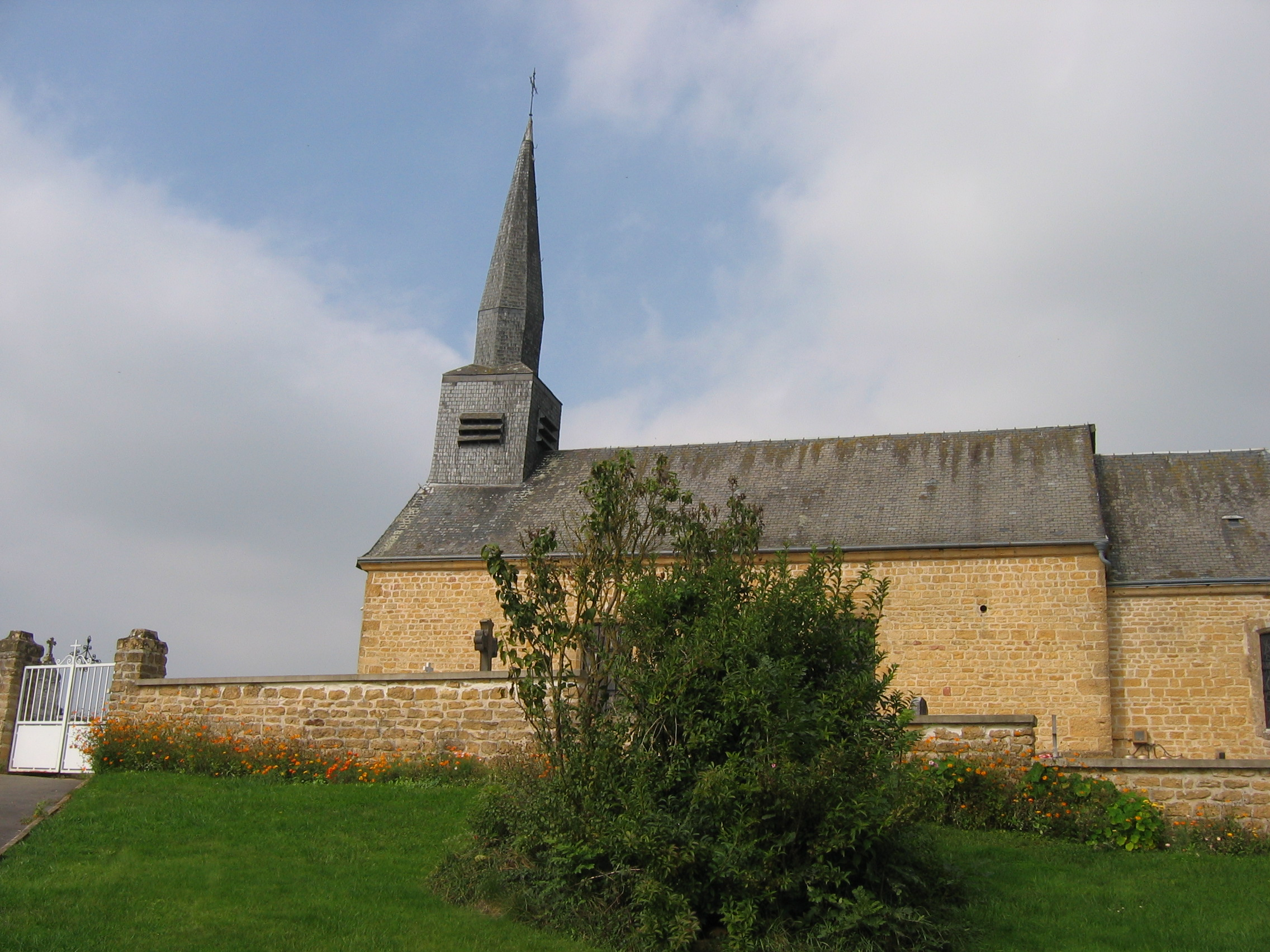
كنيسة اويي.

قالب:Blason-ville-fr